# لووکتوکونازول
لووکتوکونازول (انگلیسی: Levoketoconazole) یک داروی انانتیومر چپ‌گرد کتوکونازول و مهارکننده استروئیدزایی است که برای درمان سندرم کوشینگ استفاده می‌شود.